# Іміджева дидактика
Іміджева дидактика — це хибна форма дидактичного планування уроків, яка без роздумів переносить систематику предметної науки в навчальний процес, не звертаючи уваги на перспективу та рівень навчання учнів.
Прикладами з уроків історії є перенесення надзвичайно складної історичного причинно-наслідкової зв'язку в презентацію уроків для молодших школярів, а з уроків мови — введення фактично правильних, але складних правил. У кожному випадку потрібне дидактичне приведення (спрощення, скорочення) до зрозумілого рівня. Це не виключає пізніших доповнень. Це скорочення також використовується в природничій освіті, коли вводяться атомні моделі, які, на основі сучасних знань, давно застаріли.
За допомогою дидактичного аналізу матеріали чи зміст перевіряються на предмет їхнього навчального змісту. Однак із структури об'єкта не можна вивести жодну структуру щодо того, як шлях навчання може бути розроблений особливо вигідно.